# César Tiempo
César Tiempo, eigentlich Israel Zeitlin (* 3. März 1906 in Jekaterinoslaw; † 24. Oktober 1980 in Buenos Aires), war ein argentinischer Journalist, Schauspieler, Drehbuchverfasser und Schriftsteller ukrainischer Herkunft.

## Leben
Tiempo entstammte einer jüdischen Familie, die ihre Wurzeln in der Ukraine hatte. Seine Familie wanderte der immer wiederkehrenden Pogrome wegen nach Hamburg aus und nach kurzem Aufenthalt in die USA. Da es dort Probleme mit der Einwanderungsbehörde gab, reiste die Familie kurzerhand nach Argentinien.
Bereits mit 21 Jahren veröffentlichte Tiempo 1927 zusammen mit seinem Freund Pedro Juan Vignale die Anthologie „Exposición de la actual poesía argentina“. Diese Veröffentlichung gilt heute noch als wichtig, da dort sämtliche avantgardistischen und sozialkritischen Schriftsteller der Grupo Boedo aufgenommen wurden.
Schlagartig berühmt war Tiempo allerdings mit einem Literaturskandal geworden. 1926 veröffentlichte er im Verlag Claridad der Grupo Boedo unter dem Pseudonym Clara Beter den Lyrikband „Versos de una ...“ Die apokryphen Gedichte der angeblichen Prostituierten waren sehr erfolgreich und wurden auch von der offiziellen Literaturkritik hochgelobt. Nachdem Clara Beter mehrere Heiratsanträge bekommen hatte, deckte Tiempo seinen Schwindel auf. Noch Jahre später war Clara Beter ein kontroverses Thema und 1941 thematisierte das Theaterstück „Clara Beter vive“ diesen Literaturbetrug.
In den 30er Jahren wirkte Tiempo meistenteils als Schauspieler und verfasste Drehbücher zu über fünfzig Filmen. Neben seinem durchaus eigenständigen literarischen Schaffen fungierte Tiempo einige Zeit auch als Feuilletonist und Chefredakteur der Kulturbeilagen von Zeitungen bzw. Zeitschriften wie „La Vanguardia“, „Crítica“, „El Sol“, und „La Prensa“.
Im Alter von 74 Jahren starb César Tiempo am 24. Oktober 1980 in Buenos Aires und fand dort auch seine letzte Ruhestätte.

## Ehrungen
- 1930 Premio Municipal de Poesía
- 1978 Premio Sixto Pondal Ríos

## Werke (Auswahl)
Lyrik
- Sábado pleno. 1955.
- Sábadomingo. 1938.
- Sabatión argentino. 1933.

Sachbücher
- Moravia, Vivian Wilde & Cía. 1953.
- Capturas recomendadas. Editorial de Libreria del jurista, Buenos Aires 1978.
- Mi tio Scholem Aleijem y otros parientes. Editorial Corregidor, Buenos Aires 1978.
- Protagonistas. Editores Kraft, Buenos Aires 1954.
- Yo hablé con Toscanini. 1941.

Theater
- Alfarda. 1935.
- Pan criollo. 1937.
- El teatro soy yo. 1933.

Werkausgaben
- Poesías completas. Stilman, Buenos Aires 1979.